# Rahmat Shah
Rahmat Shah Zurmatai (* 6. Juli 1993 in Zurmat, Afghanistan) ist ein afghanischer Cricketspieler, der seit 2013 für die afghanische Nationalmannschaft spielt.

## Aktive Karriere

### Anfänge in der Nationalmannschaft
Shah gab sein Debüt in der Nationalmannschaft im März 2013, als er in der ICC World Cricket League Championship gegen Schottland sein ODI-Debüt gab. Während der ACC Premier League 2014 in Malaysia erzielte er gegen die Vereinigten Arabischen Emirate ein Five-for (5/32) als Bowler. In der Saison 2016 erreichte er in Schottland sein erstes internationales Century über 100* Runs aus 123 Bällen, was jedoch durch aufkommenden Regen abgebrochen werden musste. Im September gelang ihm in Bangladesch ein Fifty über 71 Runs. Zum Ende der Saison 2016/17 folgten dann zwei weitere Fifties in Simbabwe (53 und 50 Runs), wobei er für das zweite als Spieler des Spiels ausgezeichnet wurde. Kurz darauf erreichte er gegen Irland ebenfalls zwei Fifties (78 und 68 Runs), bevor er im letzten Spiel der Serie ein Century über 108* Runs aus 128 Bällen erreichte, wofür er erneut ausgezeichnet wurde.
In der Saison 2017/18 begann er mit einem Fifty (50 Runs) in der ODI-Serie gegen Irland. Im Februar konnte er in der Serie gegen Simbabwe erst ein Century über 114 Runs aus 110 Bällen und dann zwei weitere Fifties (56 und 59 Runs) erreichen. Daraufhin reiste er mit dem Team nach Simbabwe für den ICC Cricket World Cup Qualifier 2018. Dort erreichte er in der Vorrunde 69 Runs gegen den Gastgeber, bevor er in der Super-Six-Runde ein Fifty über 68 Runs beim wichtigen Sieg gegen die West Indies beisteuerte. im Finale des Turniers erreichte er dann noch einmal ein Fifty über 51 Runs gegen die West Indies. Im Juni 2018 war er dann Teil des ersten Test den die afghanische Nationalmannschaft in Indien bestritt, womit er auch in diesem Format sein Debüt gab.

### Feste Größe in den langen Formaten
Beim Asia Cup 2018 gelang ihm gegen Sri Lanka ein Fifty über 72 Runs, wofür er als Spieler des Spiels ausgezeichnet wurde. Im März 2019 erreichte er gegen Irland zunächst ein Fifty in den ODIs (54 Runs), bevor er im Test zwei weitere (98 & 76 Runs) erzielte und beim ersten Test-Sieg Afghanistans als Spieler des Spiels ausgezeichnet wurde. Im April 2019 wurde er dann zum Kapitän de Test-Teams ernannt. Zu Beginn der Saison 2019 erreichte er in Schottland ein Century über 113 Runs aus 115 Bällen, wofür er erneut ausgezeichnet wurde. In Irland folgte ein Fifty über 62 Runs. Er wurde daraufhin für den Cricket World Cup 2019 nominiert und konnte dort gegen die West Indies ein Fifty über 62 Runs erzielen. Im Nachlauf der Weltmeisterschaft verlor er seinen Kapitänsposten ohne ein Spiel angeführt zu haben, als Rashid Khan als Kapitän für alle drei Formate ernannt wurde. Im September erreichte er in Bangladesch im Test ein Century über 102 Runs aus 187 Bällen. Gegen die West Indies erzielte er in der ODI-Serie im November ein weiteres Fifty (61 Runs).
Nach der Unterbrechung auf Grund der COVID-19-Pandemie erzielte er ein Century über 103* Runs aus 109 Bällen in der ODI-Serie gegen Irland und wurde dafür ausgezeichnet. In der Test-Serie gegen Simbabwe im März erreichte er ein Fifty über 58 Runs. Im Mai wurde Hashmatullah Shahidi als Kapitän im Test- und ODI-Cricket ernannt und Shah übernahm die Rolle des Vize-Kapitäns. Zu Beginn des Jahres 2022 konnte er gegen die Niederlande (70 Runs) und in Bangladesch (52 Runs) jeweils ein Fifty erreichen. In der Saison 2022 konnte er in Simbabwe zwei Fifties (94 und 87 Runs) in der ODI-Serie erreichen und wurde dafür als Spieler der Serie ausgezeichnet. Im November erzielte er erneut zwei Fifties (52 und 58 Runs) in den ODIs in Sri Lanka, womit er half die Qualifikation für die nächste Weltmeisterschaft zu sichern. Als das Team im Juni erneut nach Sri Lanka für eine ODI-Serie reiste, erzielte er dann erneut ein Fifty (55 Runs).

### Bis heute
Er wurde für den Cricket World Cup 2023 nominiert und erzielte dort gegen Pakistan (77* Runs), Sri Lanka (62 Runs) und die Niederlande (52 Runs) drei Fifties in Folge. Im Januar 2024 absolvierte er in Indien sein Twenty20-Debüt. Daraufhin reiste das Team erneut nach Sri Lanka, wo er im Test zwei Fifties (91 & 54 Runs) erzielte, womit er die deutliche Niederlage jedoch nicht verhindern konnte. In der ODI-Serie folgten dann zwei weitere Half-Centuries (63 und 65 Runs).